# Natalia Doudinskaïa
Natalia Mikhaïlovna Doudinskaïa (en russe : Наталья Михаиловна Дудинская), née le 21 (8) août 1912 à Kharkov et morte le 29 janvier 2003 à Saint-Pétersbourg est une ballerine russe, prima ballerina du théâtre Kirov (aujourd'hui Mariinsky) de Léningrad, qui fut une des grandes étoiles des années 1930 et 1940 en URSS.
Elle était Artiste du peuple de l'URSS (1957) et lauréate de quatre Prix Staline. Citoyenne d'honneur de Saint-Pétersbourg.

## Biographie
Fille de la ballerine Natalia Tagliori, elle-même élève d'Enrico Cecchetti, elle eut pour formatrice la grande Agrippina Vaganova, héritière des Ballets impériaux. Elle sortit de l'Académie de ballet Vaganova en 1931 et fut intégrée à la troupe du Kirov immédiatement, où elle dansa tous les grands rôles du répertoire, jusqu'en 1951. Elle quitta prématurément la scène à cause de sa santé fragile et devint alors professeur à l'Académie de ballet Vaganova et maîtresse de ballet au Kirov, jusqu'à sa retraite.
Elle eut parmi ses élèves Rudolf Noureev et fut réprimandée, ainsi que son mari le danseur Constantin Sergueïev, après sa défection pour l'Occident. Elle forma aussi Anastasia Volotchkova et Ouliana Lopatkina, parmi des centaines d'autres.
Elle collabore également avec les compagnies théâtrales étrangères comme la troupe de ballet de Boston en 1990, qui adapte Le Lac des cygnes
Elle est enterrée à la passerelle des écrivains au cimetière Volkovo.

## Distinctions
- 1939 : Ordre de l'Insigne d'honneur
- 1939 : Artiste émérite de la RSFSR
- 1940, 1972, 1983 : Ordre du Drapeau rouge du Travail
- 1941 : Prix Staline pour sa contribution au ballet soviétique
- 1947 : Prix Staline pour le ballet Cendrillon de Serge Prokofiev
- 1949 : Prix Staline pour le ballet Raymonda d'Alexandre Glazounov
- 1951 : Prix Staline pour le spectacle Chourale (Ali-Batyr) de Färit Yarullin
- 1957 : Artiste du peuple de l'URSS
- 1982 : Ordre de l'Amitié des peuples
- 1988 : Ordre de Lénine
- 2002 : Masque 'or
- 2002 : Ordre du Mérite pour la Patrie

## Vie privée
Natalia Doudinskaïa fut épouse du danseur, chorégraphe et maître de ballet russe Constantin Sergueïev.

## Sources
Natalia Doudinskaïa peut être vue dans plusieurs DVD sortis récemment[Quand ?] de ballets, ainsi que dans des films où elle tourna, comme :
- Ya vas lioubil (1967) (Je vous aimais), film d'Ilia Frez : Zoïa Pavlovna
- La Belle au bois dormant (sorti en 1964) (film d'Appolinari Doudko et Constantin Sergueïev) : la fée Carabosse
- Kogda razvodiat mosty (1962) (Quand les ponts se lèvent), film de Viktor Sokolov, : elle-même, Natalia Doudinskaïa